# Schalkshof
Der Schalkshof ist ein abgegangener mittelalterlicher Hof, der auf der Gemarkung von Stetten im Remstal im baden-württembergischen Rems-Murr-Kreis lag. Die genaue Lage der Wüstung ist nicht bekannt.

## Lage
Nach der Stettener Chronik befand sich der Schalkshof auf dem Bühl, einem Hügel nordwestlich des Ortskerns.

## Geschichte
Von dem Schalkshof haben sich keine oberirdischen Reste erhalten. Die Lage der Hofstelle und deren Grundbesitz können lediglich durch Einträge in alten Lagerbücher rekonstruiert werden. Der Schalkshof war wohl ein ursprünglich fränkischer Herrenhof, der in der Merowingerzeit entstanden ist. Der Hof diente wohl nicht nur der Erzeugung von Lebensmitteln, sondern auch der militärischen Absicherung wichtiger Siedlungszentren. Der Name Schalkshof leitet sich wohl von einem Schalken, einem Ackerknecht ab. Wann der Hof aufgegeben wurde, ist unklar.